# Червоний Орач (Мінська область)
Червоний Орач (біл. вёска Чырвоны Араты) — село в складі Березинського району Мінської області, Білорусь. Село підпорядковане Селібській сільській раді, розташоване в східній частині області.